# Shimane Susanoo Magic
Lo Shimane Susanoo Magic (島根スサノオマジック) è una società cestistica avente sede a Matsue, in Giappone. Fondata nel 2010, gioca in B.League.

## Storia
Lo Shimane Susanoo Magic è una squadra di pallacanestro giapponese fondata a Matsue nel 2010. Ha partecipato in Bj league dal 2010 al 2016. Attualmente gioca in B1 League, la massima serie del campionato giapponese di pallacanestro.